# Metabiantes
Metabiantes – rodzaj kosarzy z podrzędu Laniatores i rodziny Biantidae. Stanowi najliczniejszy w gatunki rodzaj w swojej rodzinie.

## Występowanie
Przedstawiciele rodzaju są rozprzestrzenieni w Afryce Południowej, Środkowej i Wschodniej.

## Systematyka
Opisano dotychczas 41 gatunków z tego rodzaju:
| - Metabiantes armatus Lawrence, 1962 - Metabiantes barbertonensis Lawrence, 1963 - Metabiantes basutoanus Kauri, 1961 - Metabiantes cataracticus Kauri, 1961 - Metabiantes convexus Roewer, 1949 - Metabiantes filipes (Roewer, 1912) - Metabiantes flavus Lawrence, 1949 - Metabiantes hanstroemi Kauri, 1961 - Metabiantes incertus Kauri, 1961 - Metabiantes insulanus (Roewer, 1949) - Metabiantes jeanneli (Roewer, 1913) - Metabiantes kakololius H. Kauri, 1985 - Metabiantes kosibaiensis Kauri, 1961 - Metabiantes lawrencei Starega, 1992 - Metabiantes leighi (Pocock, 1902) - Metabiantes litoralis Kauri, 1961 - Metabiantes longipes H. Kauri, 1985 - Metabiantes machadoi Lawrence, 1957 - Metabiantes maximus Lawrence, 1931 - Metabiantes meraculus (Loman, 1898) | - Metabiantes minutus H. Kauri, 1985 - Metabiantes montanus H. Kauri, 1985 - Metabiantes obscurus Kauri, 1961 - Metabiantes parvulus H. Kauri, 1985 - Metabiantes perustus Lawrence, 1963 - Metabiantes pumilio Roewer, 1927 - Metabiantes punctatus (Sørensen, 1910) - Metabiantes pusulosus (Loman, 1898) - Metabiantes rudebecki Kauri, 1961 - Metabiantes stanleyi H. Kauri, 1985 - Metabiantes submontanus H. Kauri, 1985 - Metabiantes teres Lawrence, 1963 - Metabiantes teretipes Lawrence, 1962 - Metabiantes traegardhi Kauri, 1961 - Metabiantes trifasciatus Roewer, 1915 - Metabiantes ulindinus H. Kauri, 1985 - Metabiantes unicolor (Roewer, 1912) - Metabiantes urbanus Kauri, 1961 - Metabiantes varius Kauri, 1961 - Metabiantes zuluanus Lawrence, 1937 - Metabiantes zuurbergianus Kauri, 1961 |